# 詹馬爾科·齊格尼
詹馬爾科·齊格尼（ Gianmarco Zigoni ，1991年5月10日—）是一位意大利足球運動員。在場上司職前鋒。目前效力於意乙威尼斯。
齊格尼是前尤文圖斯前鋒詹弗朗科·齊格尼的兒子。他在特雷維索青年隊時打入了100多個進球。他的首場職業聯賽出場是在2009年1月26日，特雷維索對安科納的比賽。
2009年2月，他首次被意大利U20代表隊征召，參加了意大利U20對奧地利U20的比賽，并在比賽中進球。
2009年6月27日，他被證實已正式轉會到AC米蘭。